# Ochthebius metarius
Ochthebius metarius es una especie de escarabajo del género Ochthebius, familia Hydraenidae. Fue descrita científicamente por Orchymont en 1942.
Se distribuye por Turquía. Mide 1,6 milímetros de longitud y su edeago 0,34 milímetros. Se ha encontrado a altitudes de hasta 150 metros.